# Pietro Baseggio
Pietro Baseggio – czternastowieczny włoski architekt i rzeźbiarz pochodzący z Wenecji. W 1361 roku był nadzorcą budowy pałacu Dożów.